# Grünten
Le Grünten est un sommet des Alpes, à 1 738 m d'altitude, dans les Alpes d'Allgäu, et en particulier le point culminant des Préalpes d'Allgäu à l'est de l'Iller, en Allemagne (Bavière).

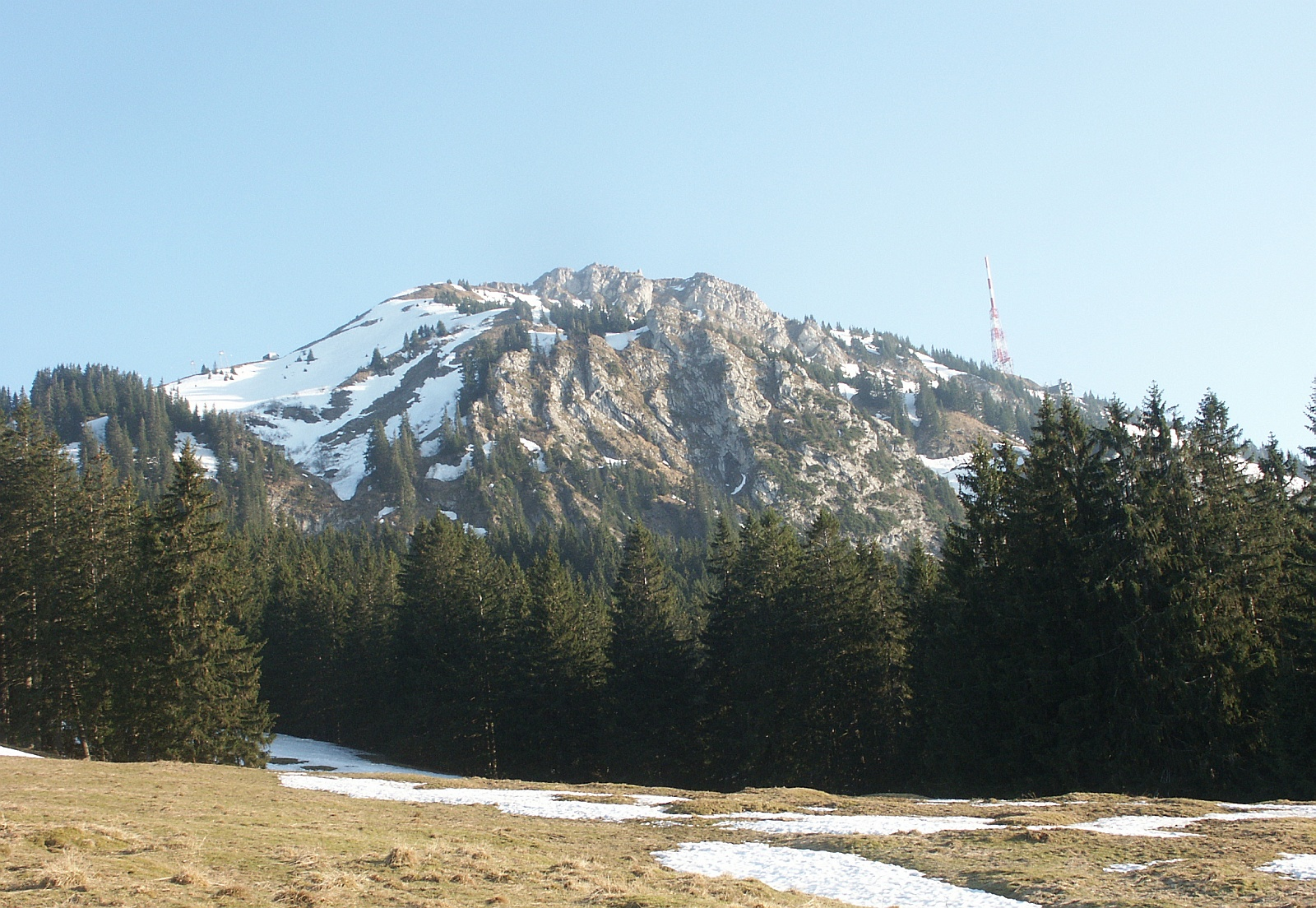
Vue du nord.